# Draschwitz (Adelsgeschlecht)

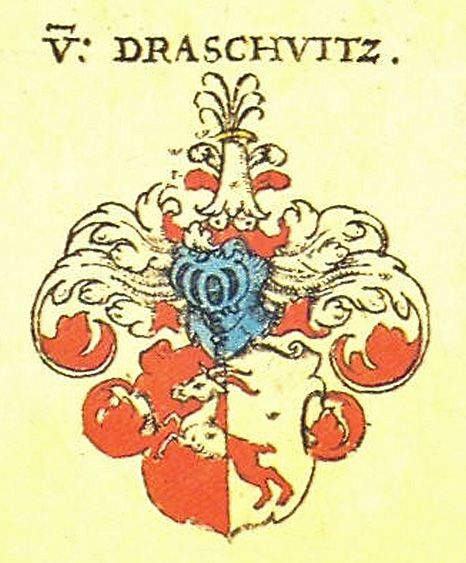
Wappen derer von Draschwitz in Siebmachers Wappenbuch (1605)

Draschwitz ist der Name eines ausgestorbenen alten meißnisch-sächsischen Adelsgeschlechts mit dem gleichnamigen Stammhaus in Draschwitz nördlich von Zeitz.

## Mitglieder
Als erste Mitglieder der Familie von Draschwitz erscheinen die Brüder Albert, Friedrich und Barthel von Draschwitz 1311 urkundlich. Von ihnen liegt ein Brief an Friedrich I., Landgraf von Thüringen und Markgraf von Meißen, vor.
Ein Otto von Draschwitz trat 1382 als Zeuge bei einer Eigentumsübertragung durch den Naumburger Bischof Christian von Witzleben auf.  Für 1387 werden Heinrich und Nicolaus und für 1390 Johann von Draschwitz aufgeführt.
Friedemann und Albrecht von Draschwitz stehen im Zusammenhang mit der Altenburger Teilung der wettinischen Lande 1445 zwischen Kurfürst Friedrich II. und Herzog Wilhelm III.
Georg von Draschwitz, der 1519 starb, war Domherr zu Meißen und Rat des Herzogs Heinrich von Sachsen.
Bernhard von Draschwitz war Domherr zu Naumburg, Meißen und Merseburg und bischöflicher Statthalter in Zeitz. Er starb 1565 und war letzter Besitzer des Stammgutes in Draschwitz. Sein Epitaph steht im Naumburger Dom, die Schriftplatte ging verloren.

## Besitz
Außer dem Stammgut Draschwitz, das 1565 an die Familie von Lichtenhain überging, besaßen die von Draschwitz die Rittergüter Oderwitz (seit 1934 zu Elstertrebnitz), Grunau bei Hohenmölsen (vom Tagebau Profen überbaggert), Zedtlitz (1611–1685) und Frohburg, Neukirchen bei Borna und Bösau (1558–1650).
Mit einem Eintrag zum Dorf Oderwitz 1713 enden die geschichtlichen Erwähnungen der Familie von Draschwitz.

## Wappen
Nach Siebmachers Wappenbuch von 1605 zeigt das Wappen derer von Draschwitz (Draschvitz) im senkrecht geteilten Schild einen nach rechts springenden Bock, wobei die Farben von Schild und Bock zwischen Rot und Weiß wechseln. Der Hut auf dem silbernen Helm ist weiß, die Straußenfedern am Helm sind rot und weiß, ebenso die Helmdecke. Der Bund oben ist gelb, und die kleinen Hahnenfedern sind schwarz.